# Ctenolepisma longicaudata
Ctenolepisma longicaudata, generalmente nota come silverfish grigio o pesciolino d'argento coda lunga, è una specie di Zygentoma nella famiglia dei Lepismatidi. È stato descritto dall'entomologo tedesco Karl Leopold Escherich nel 1905 sulla base di esemplari raccolti in Sudafrica, ma si trova in tutto il mondo come sinantropo in abitazioni umane.
Negli ultimi anni, Ctenolepisma longicaudata è diventato sempre più un problema negli ambienti interni in Europa, in particolare nelle case di nuova costruzione con un clima stabile ottimale per la crescita e la riproduzione di questa specie. Come generalista alimentare con la capacità di digerire la cellulosa contenuta nella carta e nei tessuti a base di cellulosa come il rayon, Ctenolepisma longicaudata è considerato una specie infestante nelle istituzioni del patrimonio culturale come biblioteche e archivi.

## Descrizione

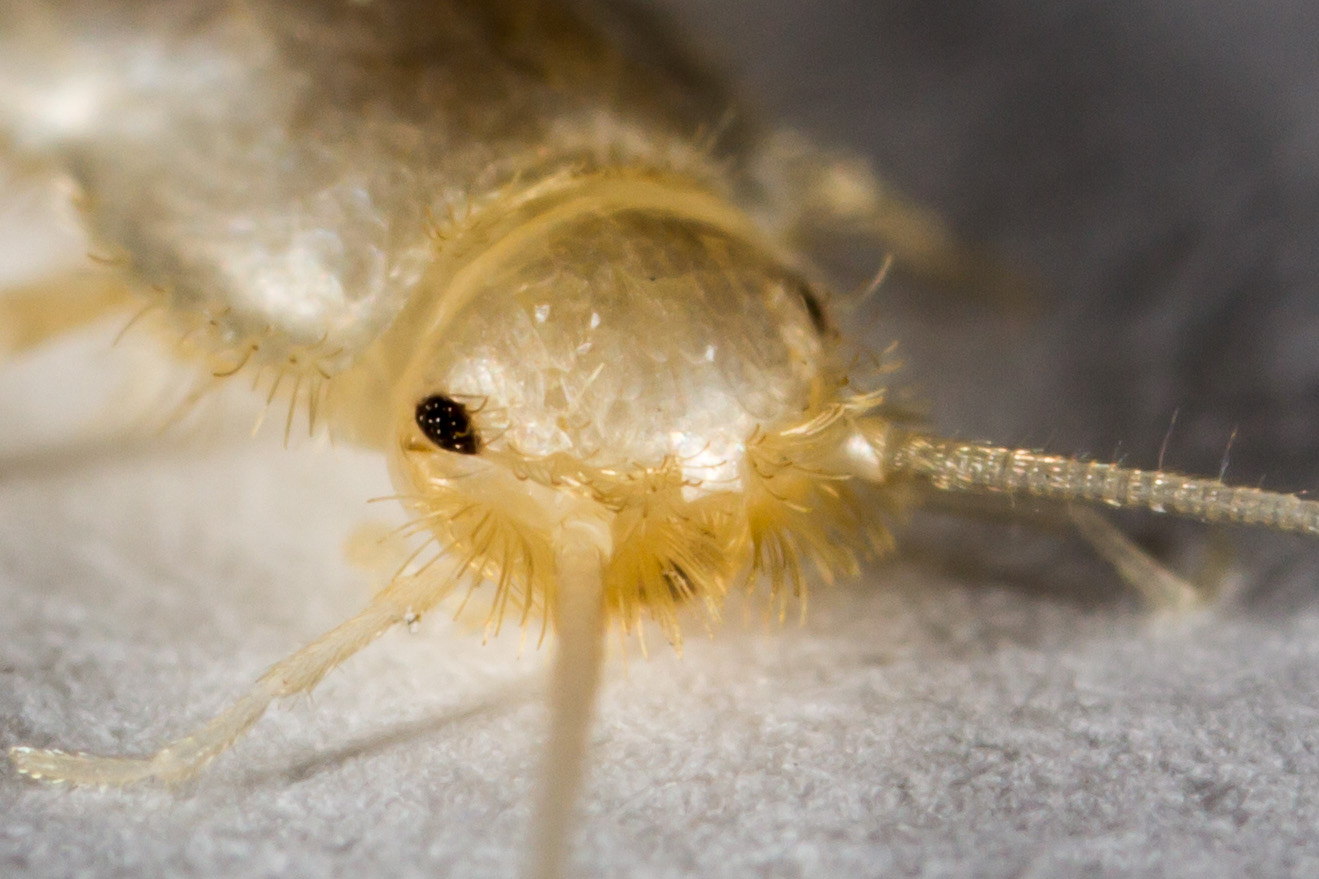
Vista ravvicinata della testa con gli occhi costituiti da dodici stemmata.

Le ninfe e gli adulti sono insetti sottili, agili, in rapido movimento con lunghe antenne accoppiate e tre lunghe appendici all'addome posteriore: una coppia di cerci e il singolo epiprocto centrale. A parte gli stadi primitivi, il corpo è ricoperto di squame, che conferiscono agli animali grigio chiaro-scuri un aspetto luccicante. Con i loro pennelli e le setole lungo i lati del corpo, il pesce argentato grigio ricorda in qualche modo i simili Thermobia domestica.
Gli occhi sono composti da dodici stemmata, che sono più arrotondati nei primi stadi.

### Fasi dello sviluppo
Le uova hanno una forma ovale con dimensioni di circa 1,15 x 0,83 mm. Vengono deposte da due a venti uova per lotto e normalmente vengono depositate circa 2 mm nelle fessure o crepe o sotto il bordo della carta. Le uova appena deposte sono lisce e color crema; dopo tre giorni il corion diventa giallo e presenta segni reticolari poco profondi.
Le ninfe del primo stadio hanno uno speciale organo da cova sui lati della testa che li aiuta a liberarsi dal guscio dell'uovo; questo organo è rimosso con la prima muta. Il gozzo pieno d'aria pulsa vigorosamente nel processo di schiusa, che richiede circa cinque minuti. Le ninfe del primo stadio schiuse hanno un corpo color crema pallido e mancano di peli e squame, le appendici sono corte e morbide e l'ano sembra essere chiuso.
Le ninfe del 2º stadio mostrano una chitinizzazione crema più solida e più scura e le appendici più lunghe possono essere liberamente vibrate. Alcune setole segnano la posizione in cui saranno i "pennelli" delle fasi mature. Questo numero di setole aumenta con le mute successive e il modello di setole potrebbe essere indicativo per ciascuno stadio.
Il terzo stadio molto attivo mostra il modello di colore del corpo degli stadi successivi: un colore crema scuro con i bordi del terga toracico e i lobi anali colorati di viola. I primi tre stadi hanno anche un numero crescente di segmenti tarsali, per i quali si possono distinguere: il 1º stadio ha gambe con due segmenti tarsali, mentre il 2º stadio presenta tarsi a tre segmenti sulla coppia metatoracica delle gambe. Il terzo stadio mostra il tarsi a tre segmenti di tutte le fasi successive.
Nel 4º stadio, il primo paio di stili appare sul nono sterno addominale, così come le squame che coprono il corpo.
Gli stadi da cinque a sette non mostrano particolari caratteri distintivi.
Nel nono stadio, la seconda coppia di stili appare sull'ottavo segmento addominale nei maschi; nella femmina, questi compaiono nell'undicesimo stadio.
I genitali compaiono per la prima volta nell'ottavo stadio ninfale, sviluppandosi da due piccoli lobi sulla membrana intersegmentale alla base della fessura nel nono sterno. La forma di questa fessura, che appare per la prima volta nel secondo stadio e diventa più pronunciata fino all'ottavo stadio, consente la distinzione del sesso. Una piccola fenditura nell'ottavo sterno della femmina, che si sviluppa nei primi stadi e divide completamente questo sterno in stadi successivi, facilita ulteriormente la determinazione del sesso.
I lobi dei genitali rimangono corti nei maschi fino a quando non si può distinguere la forma del pene nell'undicesimo stadio ninfale, quando si saranno sviluppati anche gli organi riproduttivi interni, inclusi sette grandi testicoli. I due corti dotti deferenti, che si fondono immediatamente davanti al pene, sono a parete sottile e leggermente dilatati alle estremità distali; si allungano nello stadio successivo e formano due anelli tra i due nervi cercali. Le vescicole seminali si formano nel 13º stadio, quando anche il pene raggiunge la forma adulta finale dalla fusione ventrale dei suoi bordi arrotolati.
Rispetto ai maschi, i lobi dei genitali femminili si allungano nei successivi movimenti. Nel decimo stadio ninfale, un secondo paio di lobi anteriori si sviluppa dalla membrana intersegmentale tra i segmenti addominali 8 e 9 e si estende fino alla fessura del nono sterno nell'undicesimo stadio. Nel successivo dodicesimo stadio, entrambe le coppie di lobi dei genitali hanno quasi la stessa lunghezza. Nel 13º stadio, l'ovopositore degli adulti è formato dalla fusione e dall'interblocco dei lobi posteriori con quelli anteriori. L'ovopositore completo si estende per circa 1,2 mm oltre lo sterno. La spermateca appare per la prima volta nel decimo stadio come un lobo corto diretto anteriormente dalle gonofisie. Nel dodicesimo stadio le due sacche laterali e il collo centrale sono ancora a pareti sottili e piuttosto indifferenziate, mentre nel tredicesimo stadio successivo si sono formate pareti morbide e ben marcate. Gli organi riproduttivi interni sono sviluppati fino al 13º stadio, sebbene le ghiandole accessorie e le ghiandole "gialle" non abbiano ancora la pigmentazione e gli ovarioli contengano ovuli non ancora differenziati. Dal 14º stadio in poi, non si verificano ulteriori sviluppi se non un graduale aumento delle dimensioni.
A 24 °C, le uova si schiudono dopo 34 giorni e le ninfe si sviluppano al 13º stadio entro 11 mesi, con una maturità sessuale probabilmente raggiunta a 18 mesi di età. Il pesciolino d'argento grigio può raggiungere l'età di circa otto anni, e a differenza delle emo- e olometaboli insetti, i ametabolous silverfish subisce ulteriori mute anche come immagina, da tre a cinque mute all'anno.

### Tratto digerente
I pesciolini d'argento grigi hanno un tratto digestivo semplice, costituito da un ipofaringe, un grande gozzo a pareti sottili (con lo stesso pH del cibo ingerito) che occupa più della metà della lunghezza del corpo, seguito dal ventriglio dentato, dall'intestino medio, anteriormente (pH 4,8-5,4) con sacculi e ulteriori posteriad (pH 6,4–7,0) con una membrana peritrofica che racchiude la massa alimentare ingerita, l'intestino posteriore (pH 2,6-3,8) con un ciclo dorsale anteriore e termina nel retto, con l'ano circondato da due file di papille. La regione anteriore dell'intestino presenta caeca gastrica, estensioni simili alla vescica che assorbono i nutrienti del cibo digerito. Istologicamente, l'epitelio dell'intestino medio è costituito da un singolo strato di cellule colonnari che delimitano il lume dell'intestino medio con una membrana del bordo del pennello. Interpolati nell'epitelio dell'intestino medio sono nidi di cellule staminali. La superficie dell'intestino posteriore e del retto è notevolmente aumentata da profonde pieghe longitudinali, presumibilmente estraendo acqua dalle feci. L'ipofaringe è fiancheggiata da una coppia di grandi ghiandole salivari che si aprono nel suo lume.
Le cellule del midollo intestinale dei primi stadi sono già differenziate come negli stadi maturi e il ventriglio è della stessa forma, sebbene con meno dentellature e peli sui denti. I tubuli malpighiani sono relativamente grandi fino all'incirca al dodicesimo stadio larvale.

## Biologia

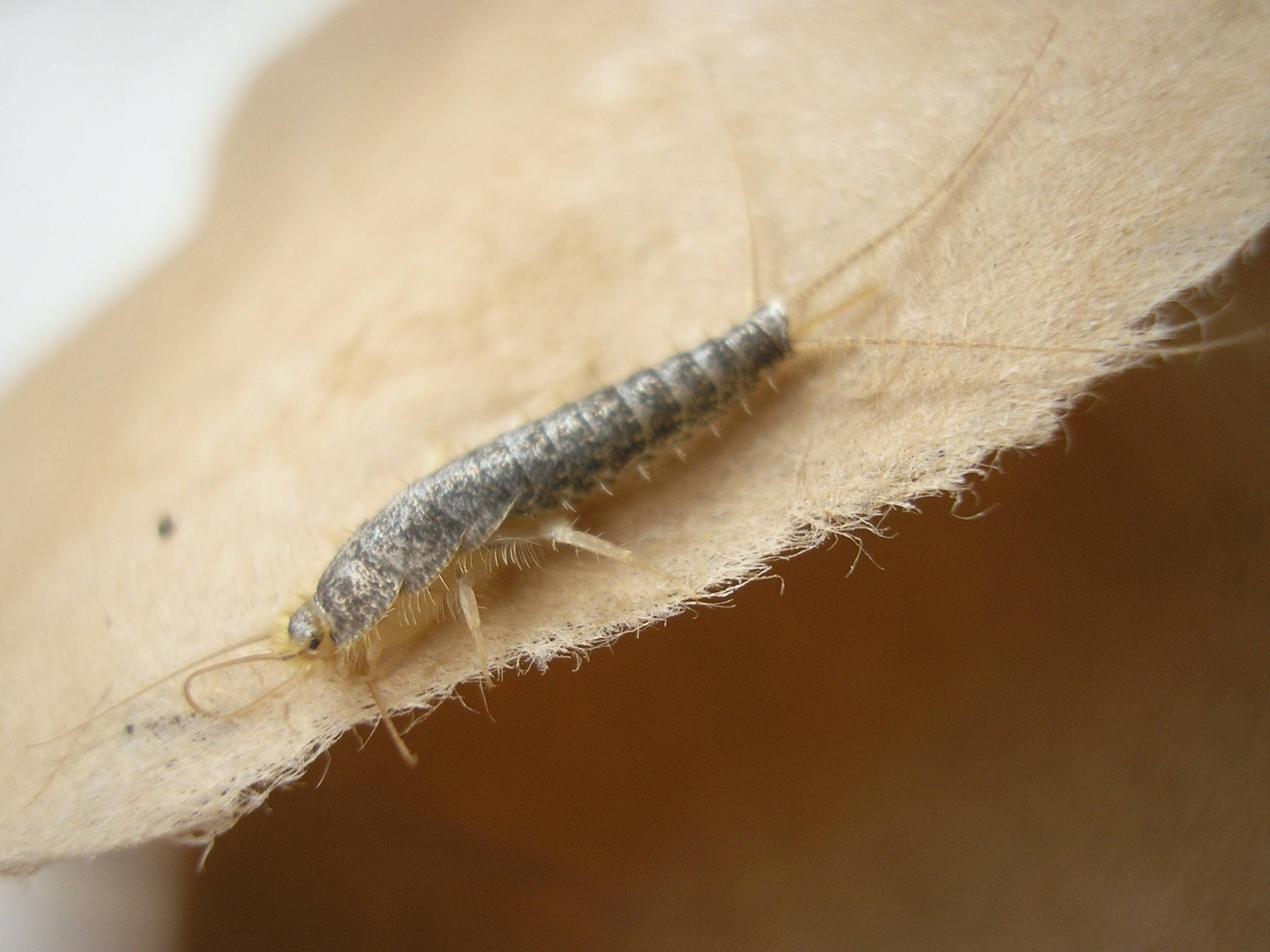
Ctenolepisma longicaudata su carta.

### Dieta
Il Ctenolepisma longicaudata è un sinantropo nelle abitazioni umane e le sue fonti alimentari naturali sono sconosciute, quindi le informazioni sulla biologia di questa specie provengono da osservazioni e allevamenti indoor. I pesciolini grigi si nutrono di un ampio spettro di substrati, che vanno dai resti di piante come erba secca ai resti di insetti a pangrattato, carta e tessuti di seta e cotone artificiali. Mangiano anche scarti di pelli di precedenti mute, poiché si dimostrano ricche di sostanze nutritive, contenenti l'1% del grasso e il 6% dell'azoto immagazzinato nel corpo. Il pesce argentato grigio non si nutre di feltro di lana, flanella, moquette, feltro di pelliccia e seta naturale. La carta prodotta con pasta di legno meccanica non viene attaccata e quella di pasta di Kraft e sparto viene leggermente attaccata; solo la carta prodotta da polpa di solfito (sbiancata o non sbiancata) viene prontamente consumata. La carta composta all'80% di polpa di solfito e al 20% di polpa meccanica riduce notevolmente l'attacco dei pesciolini grigi rispetto alla carta al 100% di polpa di solfito. Le carte con il 45% o più di contenuto di pasta meccanica non vengono attaccate. Gli esperimenti di digiuno hanno dimostrato che il pesce argentato grigio può sopravvivere senza cibo fino a 250-300 giorni.
Mentre Lindsay (1940) afferma che i pesciolini grigi non assorbono attivamente (cioè bevono) l'acqua, ma la ottengono dal cibo ingerito e dall'ossidazione del cibo, Heep (1967) mostra che viene assorbita acqua tinta libera nell'intestino da pesciolini grigi disidratati. I C. longicaudata disidratati sono in grado di reintegrare il contenuto di acqua corporea dal vapore acqueo in aria con umidità relativa compresa tra il 60 e il 100%.

### Allevamento
Ai fini dell'allevamento, le ninfe dei pesciolini d'argento grigi e gli adulti possono essere nutriti con carta velina, carta gommata, seta artificiale, grano integrale e lievito macinati o fiocchi d'avena. Il relativo focolaio, Thermobia domestica, può essere alimentato con farina integrale o semplice; la carne accuratamente essiccata e polverizzata può essere utilizzata come forte attrattivo.
In un ambiente secco, il pesce argentato grigio morirà entro un mese, quindi un'alta umidità del 70–85% deve essere mantenuta in condizioni di allevamento, ad esempio attraverso contenitori aperti di acqua accanto ai contenitori di allevamento. Inoltre, nei contenitori di allevamento potrebbe essere fornito uno stoppino di cotone umido o un vassoio poco profondo di sabbia che deve essere tenuto sempre umido. La temperatura di coltivazione dovrebbe essere di circa 24 °C.
Per la deposizione delle uova in condizioni di allevamento, è possibile fornire cotone idrofilo. Poiché i pesciolini d'argento sono notturni e fotonegativi, il regime di luce per una cultura di successo dovrebbe essere mantenuto a favore dell'oscurità, ad esempio otto ore di luce e 16 ore di oscurità.

### Riproduzione
La riproduzione è lenta, poiché i pesciolini d'argento grigi raggiungono la maturità sessuale all'età di due o tre anni. Si riprodurranno per almeno tre anni. Il relativo firebrat si riproduce solo una volta all'anno e ad intervalli irregolari.

### Attrattivi
In passato si ipotizzava che il pesce argentato grigio usasse un feromone di contatto per l'aggregazione e l'arresto e che il feromone di aggregazione delle specie Lepismatidae Lepisma saccharina (pesciolino d'argento comune) e Thermobia domestica avesse lo stesso effetto sul pesce argentato grigio. Ricerche successive, condotte per la prima volta sul focolaio Thermobia domestica, hanno indicato che il comportamento di aggregazione non è innescato dai feromoni, ma da un fungo endosimbiotico, Mycotypha microspora (Mycotyphaceae) e un batterio endosimbiotico, Enterobacter cloacae (Enterobacteriaceae), che sono presenti nelle feci. È stato anche dimostrato che i firebrats rilevano la presenza di E. cloacae in base al suo glicocalice esterno di polisaccaridi, molto probabilmente in base al suo componente D- glucosio. La microspora di Mycotypha viene rilevata solo dai firebrats in presenza di cellulosa, il che suggerisce che i metaboliti della digestione enzimatica della cellulosa da parte di M. microspora (come il D-glucosio) servono come spunto di aggregazione / arresto. In uno studio di follow-up, è stato dimostrato che anche i pesciolini grigi rispondono con l'arresto alla microspora di Mycotypha.

### Nemici naturali
È noto che due specie di Ctenolepisma sono parassitate dagli Strepsiptera: C. ciliata è parassitata da Mengenilla chobauti e C. michaelseni da Mengenilla parvula. Non si sa ancora se il pesce argentato grigio sia parassitato anche da Mengenilla o altri strepsipterans.
Due specie di gregarine parassiti sono registrate dal tratto intestinale del pesciolino d'argento grigia: Garnhamia aciculata e Lepismatophila ctenolepismae. Il Ctenolepisma lineata correlato contiene in media 15 esemplari di Apicomplexa parassiti per animale nel tratto intestinale, in particolare il raccolto.
Il ragno che sputa Scytodes thoracica preda di Lepismatidae come il pesce argentato grigio.

## Distribuzione
La distribuzione naturale del pesce argentato grigio è sconosciuta, poiché tutte le osservazioni provengono dall'interno o vicino a abitazioni umane.
Il pesce argentato grigio è registrato dai seguenti paesi europei: 
- Italia
- Albania[18]
- Austria: first record from a museum depot in Vienna in 2002[19]
- Belgio: oldest record from 1998[20]
- Bulgaria[18]
- Cipro[13]
- Repubblica Ceca: first record from 2017[21][22]
- Danimarca: first record in 2017[23]
- Isole Faroer: recorded in 2017[24]
- Finlandia[18]
- Francia[25]
- Germania: oldest record from Hamburg in 1906, where live specimens were intercepted from Echinocactus plants imported from Mexico[26]
- Grecia[18][25]
- Irlanda[18]
- Italia: first record 1908 from Italy as misidentification C. ciliata var. dives[27][28]
- Lituania[18]
- Lussemburgo[18]
- Malta[25]
- Paesi Bassi: oldest record from 1989[16]
- Norvegia: oldest confirmed records 1979 from the Natural History Museum at the University of Oslo|Zoological Museum of Oslo, and 2006 from Bærum,[29] officially registered for the country in 2014[30]
- Portogallo[25]
- Russia[18]
- Slovacchia[18]
- Slovenia[18]
- Spagna[25]
- Svezia: present since 1994[31]
- Svizzera[25]
- Ucraina[18]
- Regno Unito: record from 2014[32]

Paesi africani con segnalazioni del pesce argentato grigio: 
- Algeria[18]
- Botswana[33]
- Egitto[18]
- Malawi: oldest record from Blantyre in 1908[26]
- Marocco[18]
- Mozambico: oldest record from Beira, Mozambique|Beira in 1912[26]
- Namibia: oldest record from 1933[26]
- Seychelles[2]
- Sudafrica: first record 1905 from Bothaville, the Type (biology)#type locality|type locality of the gray silverfish[1]
- Zimbabwe[18]

Paesi e regioni americane con segnalazioni del pesce argentato grigio: 
- Argentina[34]
- Brasile: oldest record from Santos, São Paulo|Santos in 1908[26]
- Canada[18]
- Colombia[34]
- Cuba[34]
- Ecuador[34]
- El Salvador[34]
- Messico[34]
- Panama[34]
- Paraguay[34]
- Perù: oldest record from Callao in 1908[26]
- Puerto Rico[34]
- Trinidad e Tobago[34]
- Stati Uniti d'America: Florida, Louisiana, North Carolina, Missouri, Illinois, Hawaii,[13][35] southern California (first(?) record 1955 from Pacific Beach, San Diego|Pacific Beach)[26]

Paesi e regioni asiatici con segnalazioni del pesce argentato grigio: 
- Afghanistan[13]
- Armenia[13]
- Bangladesh[18]
- Cina: Hong Kong[18]
- India[13][18]
- Israele[2][18]
- Giappone[13][36]
- Libano[18]
- Malaysia[18]
- Filippine[18]
- Singapore[18]
- Corea del Sud[13][18]
- Thailandia[18]
- Turchia[18]

Paesi dell'Oceania con segnalazioni del pesce argentato grigio: 
- Australia: il record più antico del 1905[2][13]
- Nuova Caledonia
- Nuova Zelanda
- Vanuatu

## Sistematica
I sinonimi di Ctenolepisma longicaudata comprendono:
- Lepisma corticola Ridley, 1890
- Ctenolepisma (Ctenolepisma) si tuffa Silvestri, 1908
- Ctenolepisma (Ctenolepisma) urbana Slabaugh, 1940
- Ctenolepisma (Ctenolepisma) coreana Uchida, 1943
- Ctenolepisma (Ctenolepisma) pinicola Uchida, 1964

## Danni ai materiali a base di cellulosa
Il pesce argentato grigio è in grado di nutrirsi di carta e materiali simili che comprendono cellulosa . In uno screening comparativo dell'attività cellulolitica, il pesce argentato grigio ha mostrato la più alta attività relativa di cellulasi, di gran lunga superiore a quella di altri insetti digestori della cellulosa come Conocephalus strictus (Orthoptera), la termite Reticulitermes flavipes (Blattodea: Rhinotermitidae), Cryptocercus (Blattodea: Cryptocercidae) e Scolytinae (coleotteri).

## Misure di controllo
Negli ultimi anni sono stati segnalati pesciolini grigi da un certo numero di paesi europei (vedere la sezione Distribuzione), dove sono stati registrati come fastidiosi parassiti nelle case, nelle scuole materne e nelle scuole, ma anche come dannosi per i materiali a base di cellulosa in un magazzino e in istituzioni per i beni culturali come musei, biblioteche e archivi. Nelle case norvegesi, il numero di misurazioni del controllo dei parassiti nei confronti del pesce argentato grigio è aumentato drasticamente dall'anno 2016. La maggior parte dei casi assicurativi che coinvolgono il pesce argentato grigio si applicano alle nuove case costruite dopo il 2000 che, grazie al miglioramento dell'isolamento delle pareti, forniscono presumibilmente condizioni di vita più favorevoli per questa specie.